# Ровчак (приток Убеди)
Ровчак (укр. Рівчак) — правый приток реки Убедь, протекающий по Сосницкому району (Черниговская область).

## География
Длина — 13 км. Площадь водосборного бассейна — 60 км². 
Река берет начало в урочище Бабка, что западнее села Чернотичи (Сосницкий район). Река течёт преимущественно на юго-восток. Впадает в реку Убедь (на 27-м км от её устья) восточнее села Кудровка (Сосницкий район).
Русло средне-извилистое. Создано несколько прудов. Долина местами изрезана ярами и промоинами, есть берега обрывистые высотой 2 м; в среднем течении долина занята лесом.

## Притоки
нет крупных.

## Населённые пункты
Населённые пункты на реке (от истока к устью):
1. Чернотичи
2. Кудровка